# Goddard Space Flight Center
Pour les articles homonymes, voir GSFC et Goddard.
Le Goddard Space Flight Center (GSFC), en français centre de vol spatial Goddard, est le principal centre de la NASA consacré à la recherche scientifique. Il est fondé le 1er mai 1959 et emploie environ 10 000 personnes. Le centre est spécialisé dans la conception et la réalisation de missions dans le domaine de l'observation de la Terre, de l'astronomie, de la cosmologie et de l'étude du Soleil. Environ 250 missions spatiales scientifiques sont conçues au sein du centre Goddard, dont les missions du programme Explorer, les télescopes spatiaux James-Webb, INTEGRAL et SWIFT, l'observatoire cosmologique COBE et les satellites météorologiques de la NOAA.
Le site principal du GSFC se trouve à environ 10 km au nord-est de Washington. Le centre porte le nom de Robert Goddard, pionnier américain de la propulsion des fusées.

## Activité
Le Goddard Space Flight Center (GSFC) est le principal centre spatial de la NASA consacré à la recherche scientifique. En 2019 il dispose d'un budget de 4,9 milliards de dollars  et emploie 10 000 personnes. Les missions de la NASA portant sur les sujets suivants y sont développées : 
- étude de la Terre
- étude du Soleil
- étude des interactions entre la Terre et le Soleil, magnétosphère, milieu interplanétaire
- astronomie
- cosmologie
- plusieurs missions d'étude du système solaire
- télécommunications
- technologies spatiales.

Le centre conçoit les missions, les gère et fabrique de nombreux instruments scientifiques. Il est également amené à construire les engins spatiaux lorsqu'ils sont de petite taille. Il pilote des stations de poursuite de sondes spatiales ainsi que les stations d'acquisition de données de ces sondes, il développe et tient à jour des systèmes d'informations avancées des sciences spatiales et terrestres, de même qu'il développe des satellites pour l'Administration nationale pour les océans et l'atmosphère (National Oceanic and Atmospheric Administration, NOAA).
Les opérations pour de nombreuses missions, internationales ou de la NASA, y sont menées, telles le télescope spatial Hubble, le programme Explorer, le programme Discovery, le programme d'observation de la Terre EOS, INTEGRAL, SoHO, le satellite RXTE d'observation en temps réel dans le domaine des rayons X, ainsi que Swift. Parmi les missions spatiales achevées figurent : International Ultraviolet Explorer, GRO, SMM, COBE et ROSAT.
| Activité                                | Établissements concernés                                 | Effectifs (internes) | Budget                     | Projets remarquables            | Remarques                 |
| --------------------------------------- | -------------------------------------------------------- | -------------------- | -------------------------- | ------------------------------- | ------------------------- |
| Étude de la Terre, Météorologie         | Greenbelt, Wallops, GISS                                 | 1400                 | 1,6 milliard US$ (35%)     | PACE, JPSS-2, Landsat 9         | 13 laboratoires / bureaux |
| Astrophysique                           | Greenbelt, Wallops                                       | 370                  | 1,042 milliard US$ (22,1%) | XMM-Newton, JWST, WFIRST, XRISM | 8 laboratoires            |
| Héliophysique                           | Greenbelt, Wallops                                       | 70                   | 387 millions US$ (8,2%)    | Solar Orbiter, ICON, XRISM      | 5 laboratoires            |
| Exploration du système solaire          | Greenbelt                                                | 356                  | 444 millions US$ (9,4%)    | Lucy, DAVINCI, instruments      | 6 laboratoires            |
| Télécommunications spatiales Navigation | Greenbelt, Wallops, White Sands                          |                      | 234 millions US$ (5 %)     | LCR)                            | 3 laboratoires            |
| Bases de lancement                      | CSBF, Wallops, White Sands                               | 1100                 | 153 millions US$ (3,2%)    |                                 | 3 avions                  |
| Services dans l'espaces                 | Greenbelt, West Virginia, Research and Technology Center |                      | 304 millions US$ (6,4%)    | Robotic Refueling Mission 3     |                           |

## Historique

### Création de la NASA

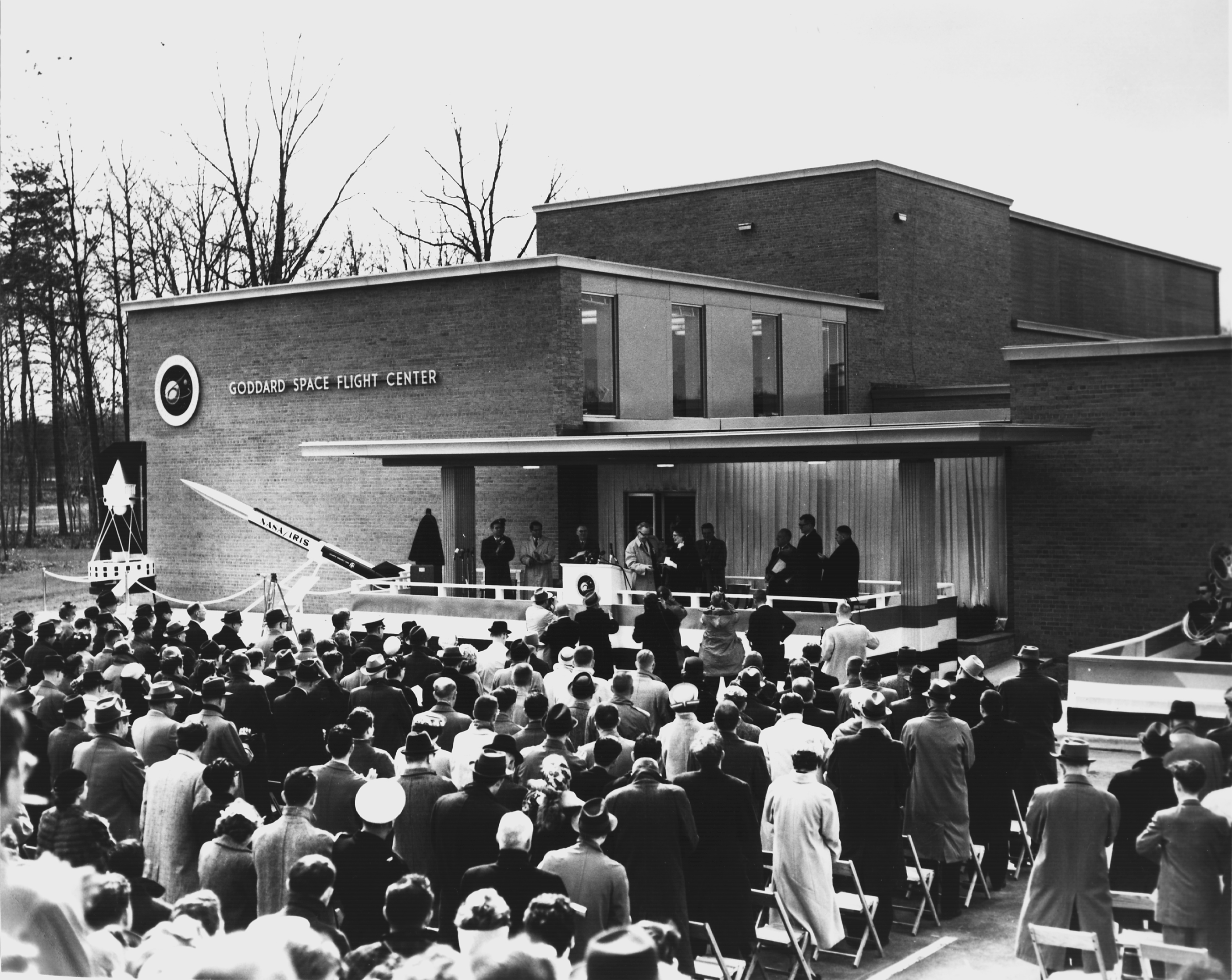
Cérémonie d'inauguration du centre Goddard en mars 1961.

Au début de l'ère spatiale, dans la deuxième moitié des années 1950, les projets dans ce domaine aux États-Unis sont menés par plusieurs centres de recherche militaires et civils sans coordination. Les premiers succès soviétiques convainquent les responsables américains de la nécessité de créer une organisation consacrée uniquement au programme spatial. Le président américain Dwight D. Eisenhower décide de créer une agence spatiale pour fédérer les travaux dispersés entre les différents centres de recherche militaires et civils. La loi créant la NASA est approuvée par le Congrès en juillet 1958 et le décret d'application du National Aeronautics and Space Act est signé par le président le 29 juillet 1958. La National Advisory Committee for Aeronautics (NACA) est retenue pour former le noyau de la  NASA. La NACA, qui emploie environ huit mille personnes et dispose d'un budget annuel de cent millions de dollars américains, est une agence de recherche tournée vers l'aéronautique mais qui s'est fortement engagée au cours des années 1950 dans le programme de missiles par des travaux dans le domaine de l'aérodynamique, de la propulsion et des matériaux. Près de 50 % de son activité touche à l'époque au spatial.
Les centres de la NACA sont le centre de recherche Langley qui emploie plus de 3 000 personnes et dont les axes de recherche portent sur l'aérodynamique, les structures et la mise en œuvre opérationnelle des avions et des lanceurs, le centre de recherche Ames qui emploie 1 450 personnes et a également une activité polyvalente mais dont les travaux portent plus particulièrement sur l'aérodynamique à vitesses élevées, et le centre de recherche Lewis (nommé initialement, en 1981, centre de recherche Glenn), qui emploie 2 700 personnes se consacrant plus particulièrement aux recherches sur la propulsion aérospatiale. D'autres petits établissements sont plus spécialisés. Le transfert des deux entités de l'armée de terre américaine, le Jet Propulsion Laboratory (JPL) et l'Army Ballistic Missile Agency de von Braun, qui sont à l'origine du premier succès spatial américain, se heurtent à la résistance des responsables militaires. Le rattachement de ces entités ne s'achève qu'en juillet 1960.

### Création du centre spatial Goddard
Dès l'été 1958, les responsables de l'agence se rendent estiment qu'il est nécessaire de créer un nouvel établissement complètement consacré à la recherche spatiale pour compléter les apports des différents établissements de la NACA et des armées. La création du nouveau centre est rendue officiel le 1er août 1958. Il est construit sur des terrains situés à une dizaine de kilomètres de l'agglomération de Washington où se trouve l'état-major de la nouvelle agence spatiale. Le centre ouvre officiellement ses portes le 1er octobre 1958. Il porte alors le nom du Beltsville Space Center. Le 1er mai 1959 il prend le nom officiel de Goddard Space Flight Center (GSFC), en l'honneur du Dr Robert H. Goddard, pionnier américain de la propulsion des fusées. Les premiers effectifs sont constitués par les 157 techniciens et chercheurs du programme Vanguard développé par la marine américaine. Le personnel est dans un premier temps dispersé dans d'autres établissement, le temps que les bâtiments soient construits. Le premier d'entre eux est occupé en septembre 1950. Les effectifs du centre atteignent 579 personnes à la fin de l'année 1959. Le centre est toujours en cours de construction en 1961 mais plusieurs bâtiments ayant été achevés et étant occupés, le centre est inauguré officiellement le 16 mars 1961.
Les responsables de la NASA ont souhaité construire un centre recréant l'ambiance d'un campus universitaire avec des bâtiments bas de un à trois étages se fondant dans le paysage. La seule exception est le batiment 8, qui devait abriter le programme de vol spatial habité. Mais celui-ci ayant été transféré au centre spatial de Houston, le bâtiment sera finalement occupé par les services administratifs. Les ingénieurs, techniciens et scientifiques qui travaillent à cette époque à Goddard sont tous jeunes et enthousiastes car ils sont les premiers à défricher le domaine spatial. Tout est à inventer, du mode de construction des satellites aux méthodes de test, en passant par la conception des instruments scientifiques. Cette époque crée une culture propre au centre, faite de pragmatisme et orientée vers la recherche de solutions en évitant un formalisme excessif. Le centre va largement profiter des retombées des investimments massifs dans le programme spatial habité au cours de la décennie 1960 (programmes Mercury, Gemini et Apollo). Cette époque constituera un âge d'or pour Goddard.
Au sein de la NASA, Goddard est le centre spécialisé dans les applications scientifiques, aussi les relations avec la communauté scientifique jouent-elles un rôle particulièrement important. Pour attirer les théoriciens les plus pointus dans le domaine de la physique, Goddard crée fin 1960 un établissement distinct à New York, l'institut Goddard d'études spatiales. Pour attirer les scientifiques, l'institut se dote de certains des ordinateurs les plus puissants de l'époque, qui permettent de traiter les grands nombres caractérisant la physique théorique et d'effectuer des calculs d'orbite complexes. Par la nature de son activité, dès le début, certains des projets menés par Goddard impliquent une coopération avec des laboratoires étrangers. Deux règles très simples sont définies à cette époque : d'une part la coopération se fait sans échange de fonds entre les partenaires et d'autre part les résultats sont mis à la disposition de l'ensemble de la communauté internationale. Le premier projet international est le satellite Ariel 1, développé avec le Royaume-Uni et placé en orbite en avril 1962.

## Principales missions gérées par Goddard en cours ou projetées

### Observation de la Terre
La division des sciences de la Terre de Goddard est la plus importante au sein de la NASA[réf. nécessaire]. Elle est responsable du développement des satellites recueillant les différentes données caractérisant l'atmosphère terrestre et la surface (températures, pressions, etc.) ainsi que les satellites météorologiques du National Oceanic and Atmospheric Administration (NOAA), l'agence américaine spécialisée dans le recueil et le traitement des données météorologiques.
| Statut mission | Lancement | Mission                | Description                         | Objectif      |
| -------------- | --------- | ---------------------- | ----------------------------------- | ------------- |
| En cours       | 2002      | Aqua                   | Satellite d'observation de la Terre |               |
| En cours       | 2004      | Aura                   | Satellite d'observation de la Terre |               |
| En cours       | 2015      | DSCOVR                 | Satellite d'observation de la Terre |               |
| En cours       | 2014      | GPM                    | Satellite d'observation de la Terre | Participation |
| En cours       | 1975-     | GOES                   | Satellite météorologique            |               |
| En cours       | 2018      | ICESat-2               | Satellite d'observation de la Terre |               |
| En cours       | 2017      | JPSS-1                 | Satellite météorologique            |               |
| En cours       | 1999-2013 | Landsat 7 et Landsat 8 | Satellite d'observation de la Terre |               |
| En cours       | 2021      | Landsat 9              | Satellite d'observation de la Terre |               |
| En cours       | 2022      | PACE                   | Satellite d'observation de la Terre |               |
| En cours       | 2022      | JPSS-2                 | Satellite météorologique            |               |
| Développement  | 2029      | Landsat NeXt           | Satellite d'observation de la Terre |               |

### Astrophysique
La division scientifique d'astrophysique de Goddard regroupe huit laboratoires spécialisés dans l'étude de la matière et de l'énergie noires, la recherche des exoplanètes, l'origine et l'évolution de l'univers, et la nature du temps et de l'espace autour des trous noirs[réf. nécessaire]. Elle est responsable des principaux télescopes spatiaux de la NASA.
| Statut mission | Lancement | Mission    | Description       | Objectif        |
| -------------- | --------- | ---------- | ----------------- | --------------- |
| En cours       | 1990      | Hubble     | Télescope spatial |                 |
| En cours       | 2008      | GLAST      | Télescope spatial |                 |
| En cours       | 2012      | NuSTAR     | Télescope spatial |                 |
| En cours       | 1999      | XMM-Newton | Télescope spatial | Participation   |
| En cours       | 2002      | INTEGRAL   | Télescope spatial | Projet conjoint |
| En cours       | 2021      | JWST       | Télescope spatial |                 |
| En cours       | 2023      | XRISM      | Télescope spatial | Participation   |
| Développement  | 2025      | WFIRST     | Télescope spatial |                 |

### Héliophysique
Goddard gère les missions portant sur l'étude du Soleil et ses relations avec la Terre. Les satellites développés analysent la magnétosphère terrestre, le vent solaire, le milieu interplanétaire et les différentes caractéristiques de notre étoile.
| Statut mission | Lancement | Mission                           | Description | Objectif        |
| -------------- | --------- | --------------------------------- | ----------- | --------------- |
| En cours       | 1997      | ACE                               | Orbiteur    |                 |
| En cours       | 2007      | Aeronomy of Ice in the Mesosphere | Orbiteur    |                 |
| En cours       | 2015      | DSCOVR                            | Orbiteur    |                 |
| En cours       | 2018      | GOLD                              | Orbiteur    |                 |
| En cours       | 2006      | Hinode                            | Orbiteur    | Projet conjoint |
| En cours       | 2013      | IRIS                              | Orbiteur    |                 |
| En cours       | 2008      | IBEX                              | Orbiteur    |                 |
| En cours       | 2015      | MMS                               | Orbiteur    |                 |
| En cours       | 2018      | Parker Solar Probe                | Orbiteur    |                 |
| En cours       | 1995      | SOHO                              | Orbiteur    |                 |
| En cours       | 2010      | SDO                               | Orbiteur    |                 |
| En cours       | 2006      | STEREO                            | Orbiteur    |                 |
| En cours       | 2007      | TIMED                             | Orbiteur    |                 |
| En cours       | 2012      | Van Allen Probes                  | Orbiteur    |                 |
| En cours       | 1994      | WIND                              | Orbiteur    |                 |
| En cours       | 2007      | THEMIS                            | Orbiteur    |                 |
| Développement  | 2019      | ICON                              | Orbiteur    |                 |
| Développement  | 2023      | TRACERS                           | Orbiteur    |                 |
| Développement  | 2024      | IMAP                              | Orbiteur    |                 |
| Développement  | 2025      | PUNCH                             | Orbiteur    |                 |

### Exploration du système solaire
Le centre de vol spatial Goddard a une longue expérience dans le domaine des sondes spatiales explorant le système solaire. Le Jet Propulsion Laboratory est le principal établissement dans ce domaine mais Goddard développe certaines sondes spatiales et conçoit des instruments comme les magnétomètres, les altimètres et les spectromètres.
| Statut mission | Lancement | Mission    | Description                     | Objectif                                |
| -------------- | --------- | ---------- | ------------------------------- | --------------------------------------- |
| En cours       | 2009      | LRO        | Orbiteur lunaire                |                                         |
| En cours       | 2013      | MAVEN      | Orbiteur martien                | Étude de l'atmosphère de Mars           |
| En cours       | 2011      | Juno       | Orbiteur                        | Étude de la structure de Jupiter        |
| En cours       | 2016      | OSIRIS-REx | Mission de retour d'échantillon | Étude d'un astéroïde                    |
| En cours       | 2021      | Lucy       | Survol                          | Étude des astéroïdes troyens de Jupiter |
| Développement  | 2029      | DAVINCI+   | Sonde atmosphérique             | Étude de l'atmosphère de Vénus          |

Instruments opérationnels : 
- LEISA pour la caméra Ralph de New Horizons
- altimètre laser LOLA pour LRO
- magnétomètres pour les missions  DSCOVR, ACE, Juno, MAVEN, Van Allen Probes,

Voyager et Parker Solar Probe
- spectromètre de masse NGIMS pour  MAVEN
- spectromètre visible/infrarouge OVIRS pour OSIRIS-REx
- suite instrumentale SAM pour l'astromobile  Curiosity
- instrument TIRS pour Landsat 8.

Instruments en cours de développement : 
- quatre instruments développés dans le cadre du programme Artemis (spectromètre de masse, magnétomètre...)
- spectromètre de masse DraMS pour la sonde spatiale Dragonfly
- instrument Ralph pour la mission Lucy
- spectromètre de masse  MOMA pour la mission ExoMars
- Instrument TIRS-2 pour Landsat 9.

### Gestion du réseau de télécommunications de la NASA
Le centre spatial Goddard gère le réseau de télécommunications de la NASA utilisées par les missions en orbite basse. Celui-ci comprend :
- le réseau SN (Space Network) qui comprend la constellation de 9 satellites de télécommunications géostationnaires Tracking and Data Relay Satellite (TDRS) et quatre stations au sol qui permettent des liaisons continues entre les satellites en orbite terrestre et les équipements au sol ;
- le réseau NAEN (Near Earth Network) qui comprend 15 stations au sol appartenant à la NASA ou louées auprès d'opérateurs commerciaux qui assurent des liaisons entre le sol et les satellites en orbite terrestre basse ;
- le réseau NASCOM (NASA Communications Network) transportent les données et les achemine jusqu'aux différents centres de la NASA.

Cet ensemble est complété par le réseau d'antennes du Deep Space Network géré par le centre JPL qui assure les liaisons avec les sondes spatiales et certains satellites.
Cette division de Goddard développe également les technologies permettant de couvrir les besoins futurs de l'agence spatiale : ILLUMA-T, LCRD, LEMNOS.

### Technologies spatiales
Le centre de vol spatial Goddard met au point les technologies permettant d'assurer la maintenance en orbite des engins spatiaux :  Restore-L, Robotic External Leak Locator 2, RELL2 , Robotic Tool Stowage (RiTS), Raven, Robotic Refueling Mission 3 (RRM3).

### Stockage et redistribution des données des observatoires spatiaux rayons X et gamma
Le centre de vol spatial Goddard héberge le centre HEASARC (High Energy Astrophysics Science Archive Research Center) qui stocke, distribue et archive les données collectées par les télescopes spatiaux  de la NASA  observant le rayonnement à haute énergie (rayons X, rayons gamma).

## Sites

### Le campus de Greenbelt

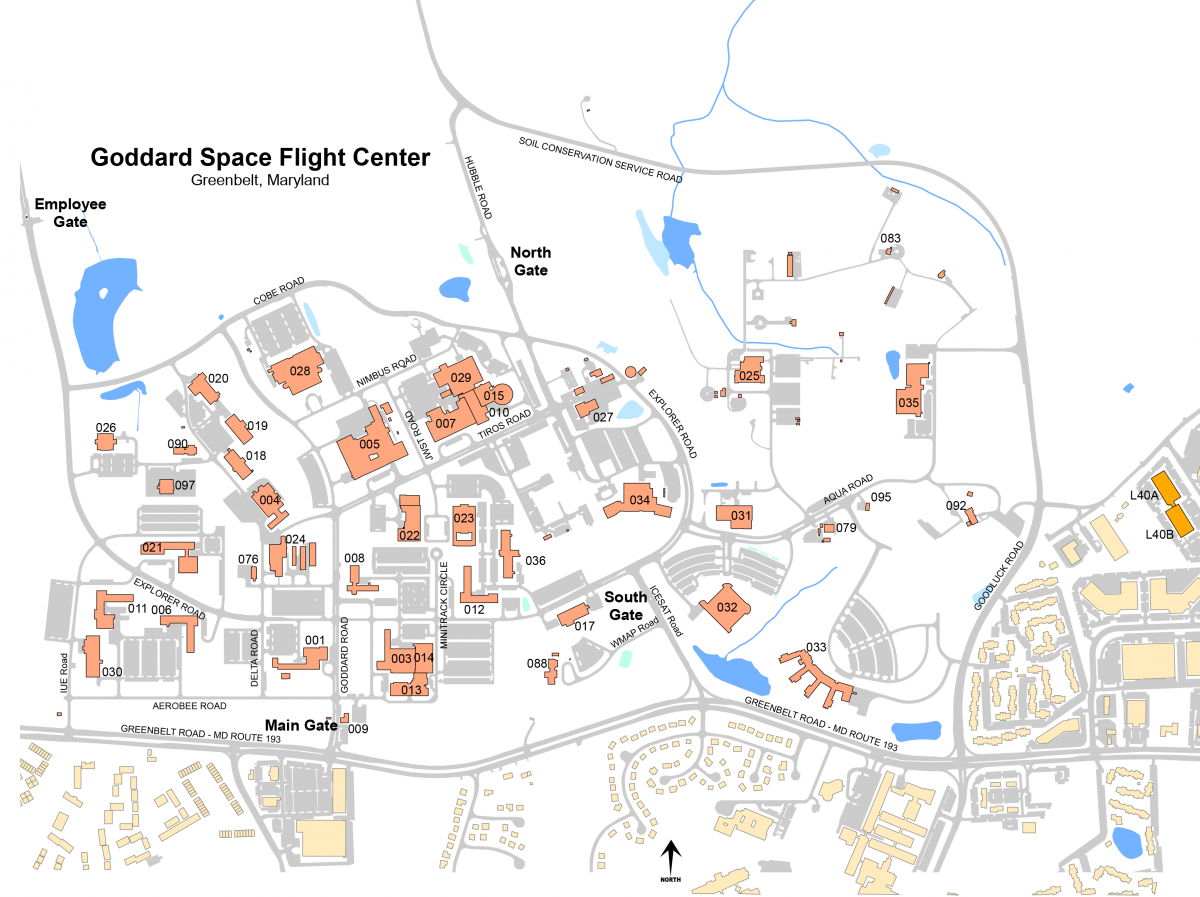
Plan du campus de Greenbelt.

Le site principal  du centre de vol spatial Goddard se trouve à Greenbelt dans le Maryland, à environ 10 km au nord-est de Washington. Le GSFC comprend un site principal et des sites secondaires. Le site principal est divisé en deux par la route du Département de Conservation des sols, qui délimite les campus ouest et est. Ces deux campus comprennent en tout environ cinquante bâtiments.

#### Campus ouest

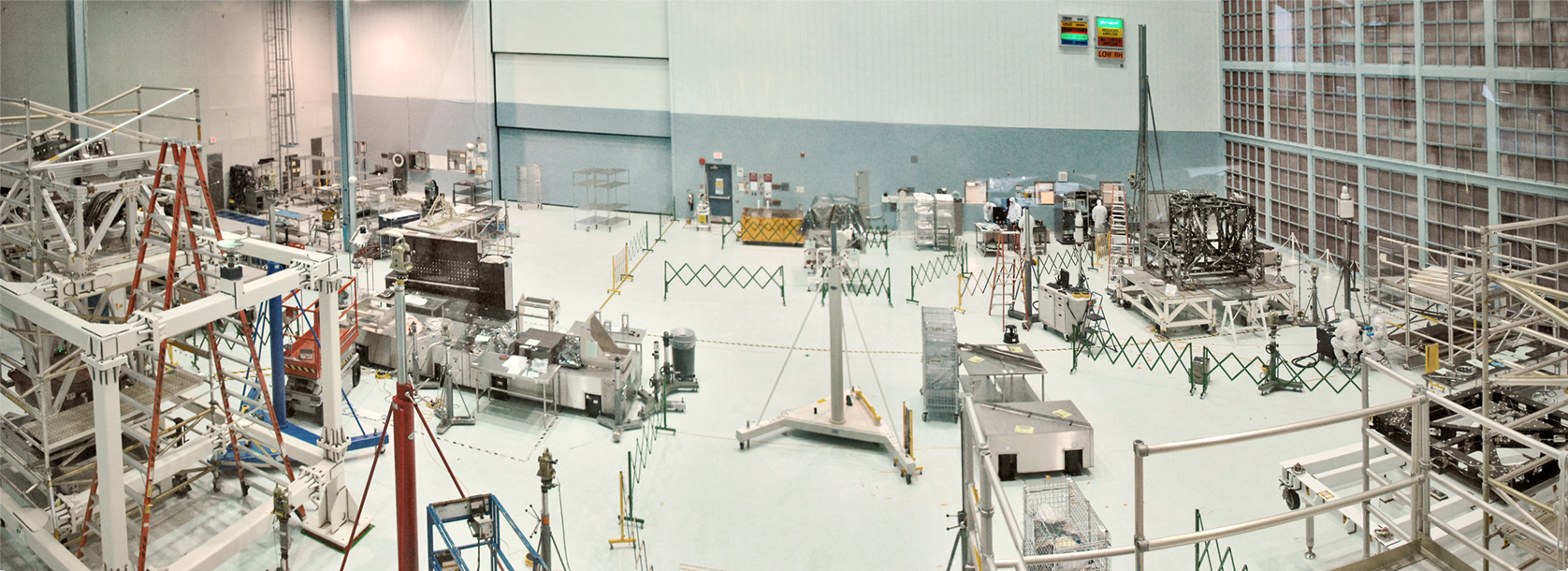
La grande salle blanche dans laquelle sont assemblés les engins spatiaux de grande taille.

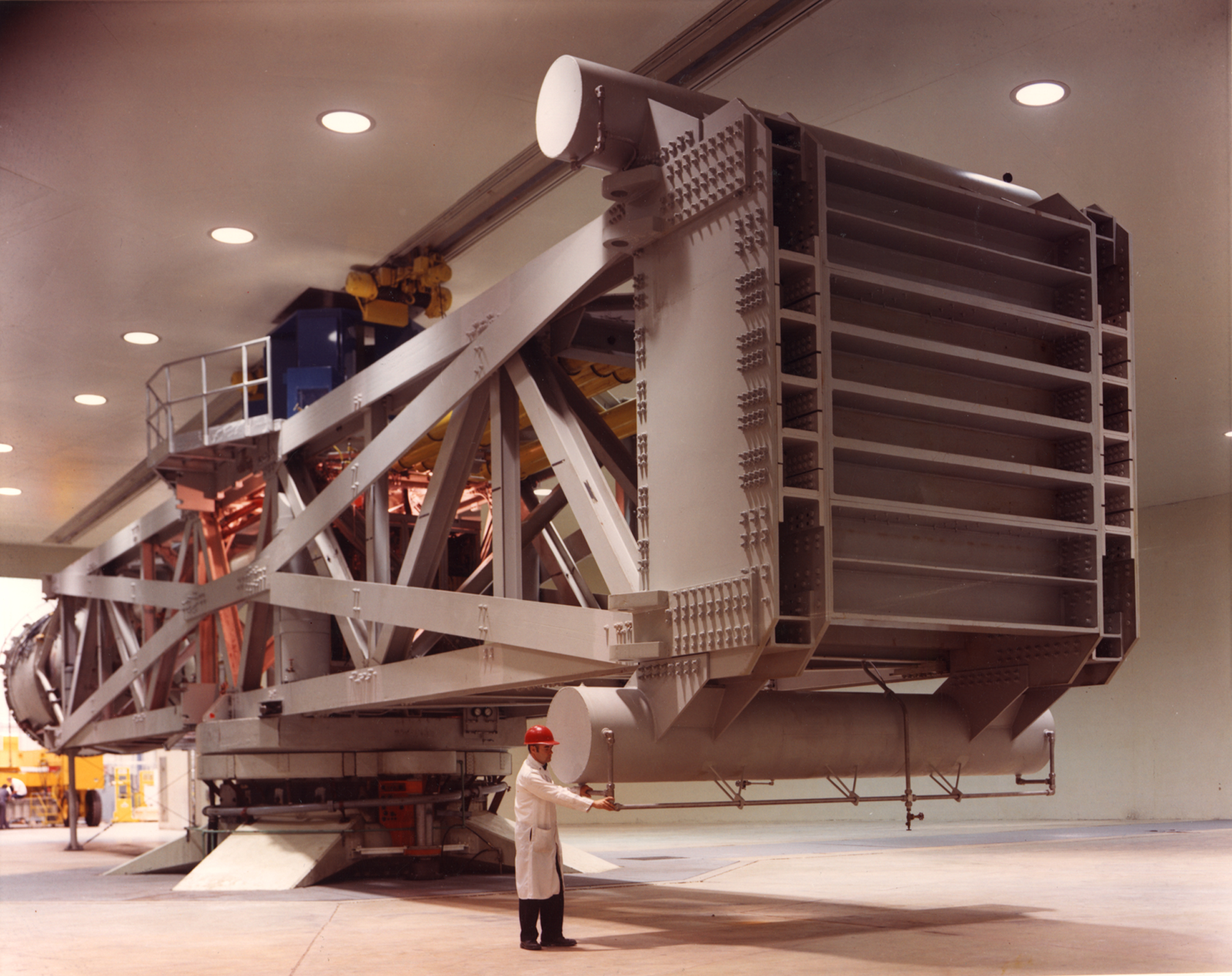
Cette centrifugeuse permet de tester le comportement d'engins spatiaux de 2.5 tonnes subissant une accélération de 30 g.

Sur ce campus, on trouve les bâtiments de l'administration, de conception et de la construction des satellites, télescopes spatiaux et sondes spatiales, les bâtiments de gestion des opérations en vol, de même que ceux de stockage des données et des archives, ainsi que ceux de l'analyse des données. Les bâtiments ont souvent deux ou trois étages, une construction de briques et une architecture simple. Les bâtiments administratifs comprennent deux cafétérias, une bibliothèque, un service de santé, une zone de détente, ainsi que l'équivalent d'un bureau de poste.
Plusieurs bâtiments sont consacrés à la construction des engins spatiaux et à leur qualification :
- le bâtiment de fabrication des vaisseaux est l'endroit où sont fabriqués les composants nécessaires à l'assemblage des vaisseaux. Cela inclut les outils dont auront besoin les astronautes en orbite, mais également le vaisseau lui-même ;
- le bâtiment 29 : Bâtiment de développement et d'intégration des systèmes spatiaux fait près de 8 000 m2. ll contient l'une des plus grandes salles blanches du monde. La salle blanche  de classe 1000 M4.5 fait près de 1 200 m2 (30,5 × 37 × 27 m). Ses ventilateurs, animés chacun par un moteur de 250 ch, produisent un flux d'air de plus de 25 000 m3/min. Elle est construite pour permettre l'intégration et les tests des engins spatiaux et peut contenir deux chargements complets de la navette spatiale. Cette salle a joué un rôle majeur dans la préparation des missions d'entretien du télescope spatial Hubble[8],[9].
- les bâtiments 7 et 10 : Bâtiments d'intégration et de test des vaisseaux spatiaux possèdent une salle blanche pour l'intégration des sondes, et une chambre spéciale destinée aux tests d'environnement des satellites. On y trouve neuf chambres à vide thermiques, quatre plates-formes vibrantes et une chambre de tests acoustiques, capable de produire 150 Db. On peut également y voir une maquette à l'échelle 1:1 du télescope spatial Hubble ;
- le Simulateur d'environnement spatial (Space Environment Simulator ou SES) est un bâtiment de trois étages situé dans le bâtiment 10. On y trouve une chambre à vide de 8,2 m de diamètre et 12 m de haut, capable de simuler n'importe quelles conditions de vide et de température. La température à l'intérieur de la chambre peut varier de -100 °C à + 180 °C ;
- la Centrifugeuse à haute capacité  (High Capacity Centrifuge ou HCC) située dans le bâtiment 15 est un accélérateur rotatif de 30 g pouvant faire tourner sa charge utile de 2 500 kg à 30 tours par minute. Cette centrifugeuse permet de tester les charges dans une grande variété de positions[10] ;
- le bâtiment d'évaluation des réseaux de diffraction (Diffraction Grating Evaluation Facility ou DGEF) est implanté au GSFC pour évaluer des composants optiques, tels les réseaux de diffraction, les miroirs, les filtres, ainsi que des systèmes de détection utilisés dans les instruments spatiaux.

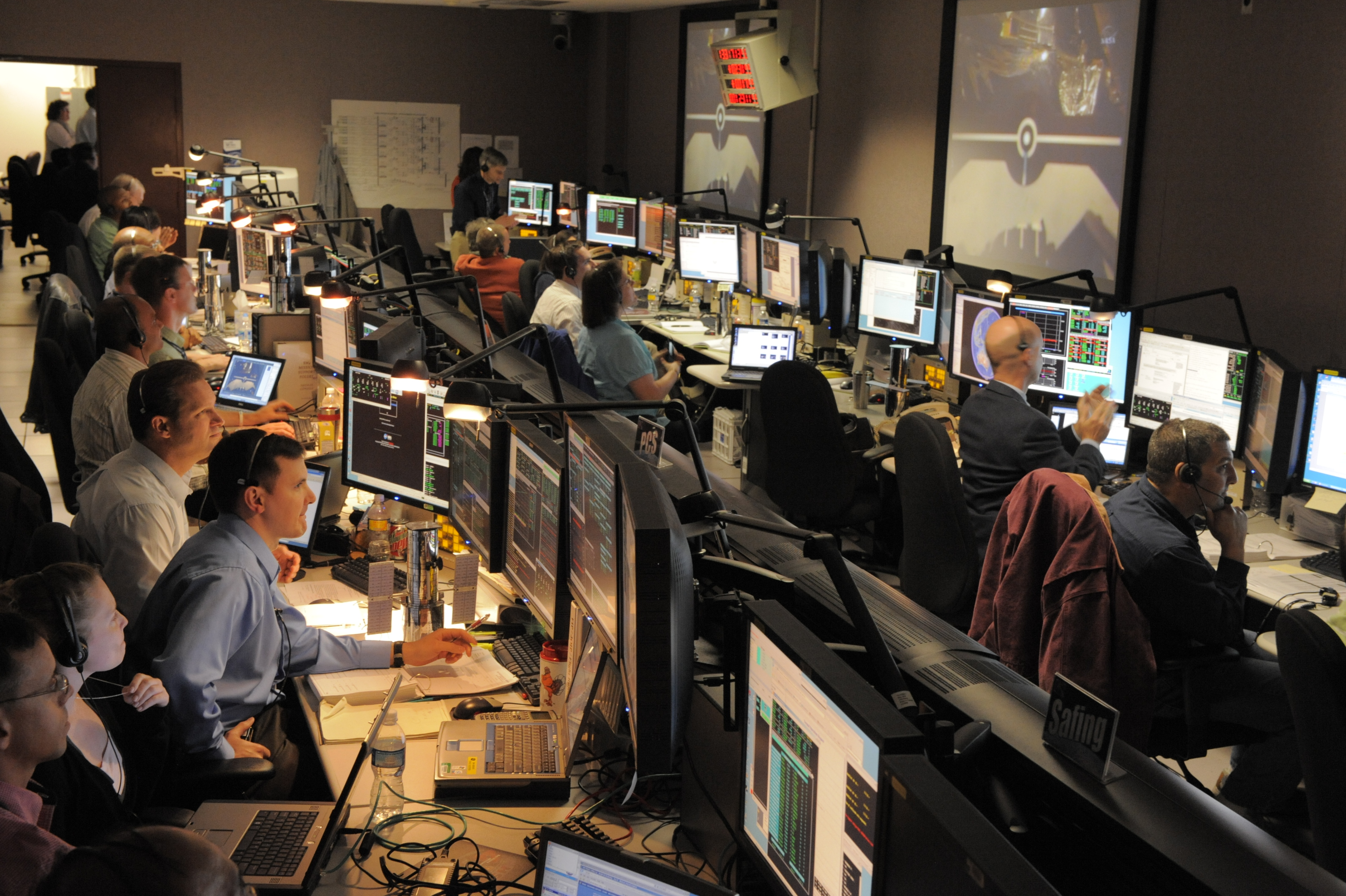
Centre de contrôle du télescope spatial Hubble.

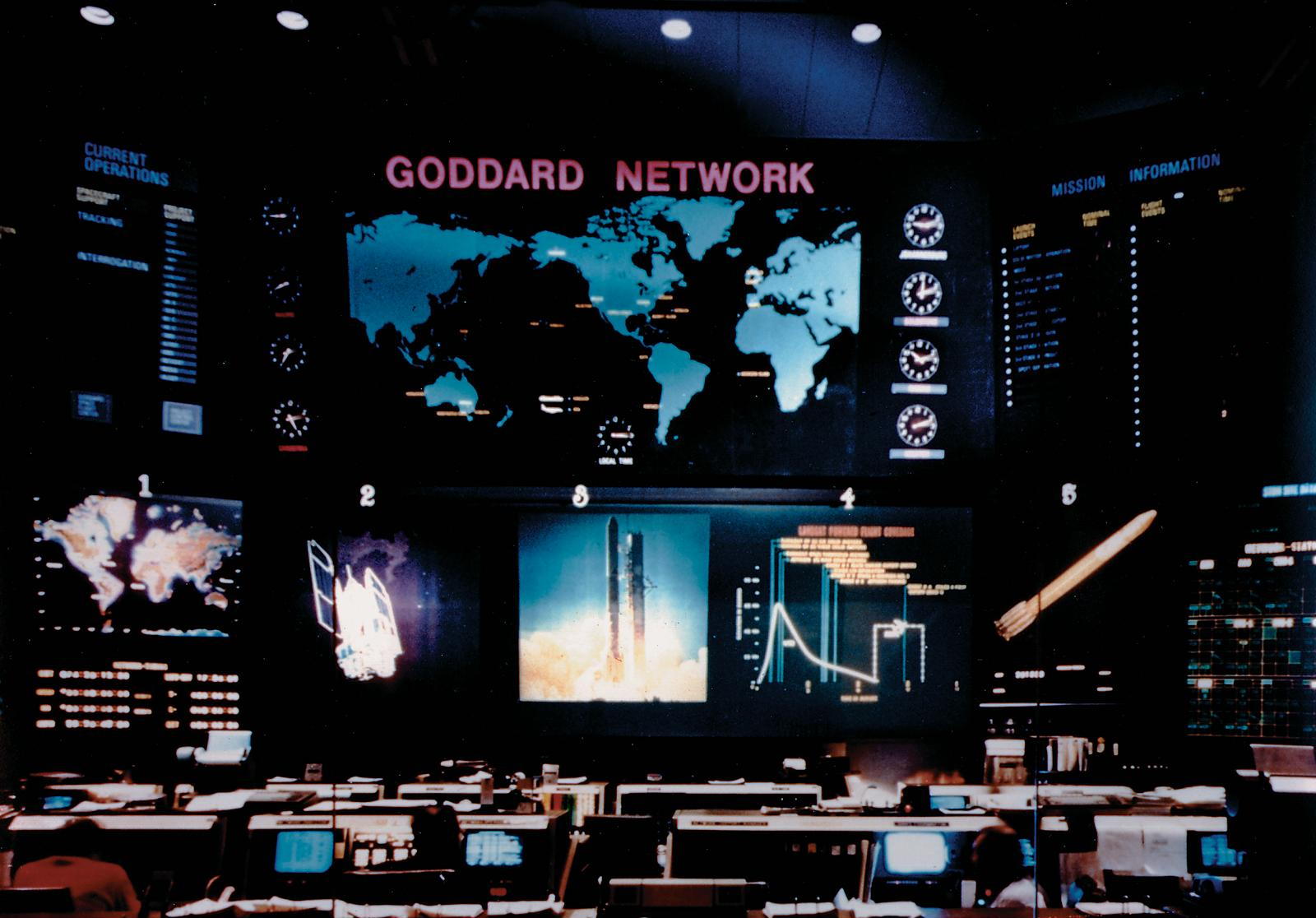
Centre de contrôle du réseau de télécommunications.

Plusieurs bâtiments rassemblent les services et les équipements qui permettent de contrôler le vol des engins spatiaux : 
- le bâtiment de dynamique des vols (Flight Service Facility ou FSF) fournit des services d'ingénierie aux missions, comme la détermination de l'orbite et de l'attitude des satellites, la planification des manœuvres de vol ainsi que l'analyse des performances des senseurs d'attitude. Actuellement, plus de quinze missions de la NASA se basent sur les informations en provenance de ce FSF. Il participe aussi aux opérations de la navette spatiale ;
- le Réseau de communication de la NASA (NASA Communication ou NASCOM) est un système global qui fournit une architecture de communication à tous les projets de la NASA. Voix et données peuvent être transmises par ce réseau pour connecter le Système satellitaire de poursuite et de transmission de données (Tracking and Data Relay Satellite System ou TDRSS) au centre de contrôle des satellites. Ce réseau est composé de lignes terrestres, de câbles sous-marins, et de satellites ;
- le Centre de contrôle du réseau (Network Control Center ou NCC) gère complètement le Réseau spatial. Il planifie et configure le TDRSS, et vérifie l'avancement de la maintenance. Les opérateurs planifient les maintenances d'urgence, isolent d'éventuels problèmes dans le système. Il communique avec les autres stations de poursuite grâce au NASCOM ;
- les bâtiments 3, 13 et 14 ou Centres de contrôle des opérations de charge utile (Payload Operations Control Centers ou POCC) sont des bâtiments dédiés spécifiquement à une ou des missions spatiales. Certaines sont indépendantes du GSFC, comme SoHO, et d'autres sont pilotées ailleurs qu'au GSFC, comme Swift. Le matériel situé dans ces centres de contrôle prend en charge toutes les données, s'occupe d'envoyer les commandes aux vaisseaux et communique avec les autres stations de poursuite. Les commandes envoyées aux expériences à bord, ainsi que la télémétrie, le contrôle de la charge utile le sont depuis ces bâtiments. Par exemple, le centre de contrôle du télescope spatial Hubble se trouve dans le bâtiment 3 ;
- le Centre national de données de science spatiales (National Space Science Data Center ou NSSDC) propose un accès en et hors ligne à une grande quantité de données concernant l'astrophysique, la physique solaire et les plasmas ainsi que les sciences planétaires obtenues avec des missions spatiales de la NASA. Le GSFC fournit également un accès en ligne aux informations concernant les vaisseaux spatiaux et les expériences qui ont ou vont fournir publiquement ces données ;
- les bâtiments 11 et 30 renferment le Laboratoire de développement des détecteurs, une unité de production de semi-conducteurs de niveau mondial. Certains des composants électroniques les plus exotiques sont fabriqués ici, et beaucoup voyagent dans l'espace ces 35 dernières années.

#### Campus est

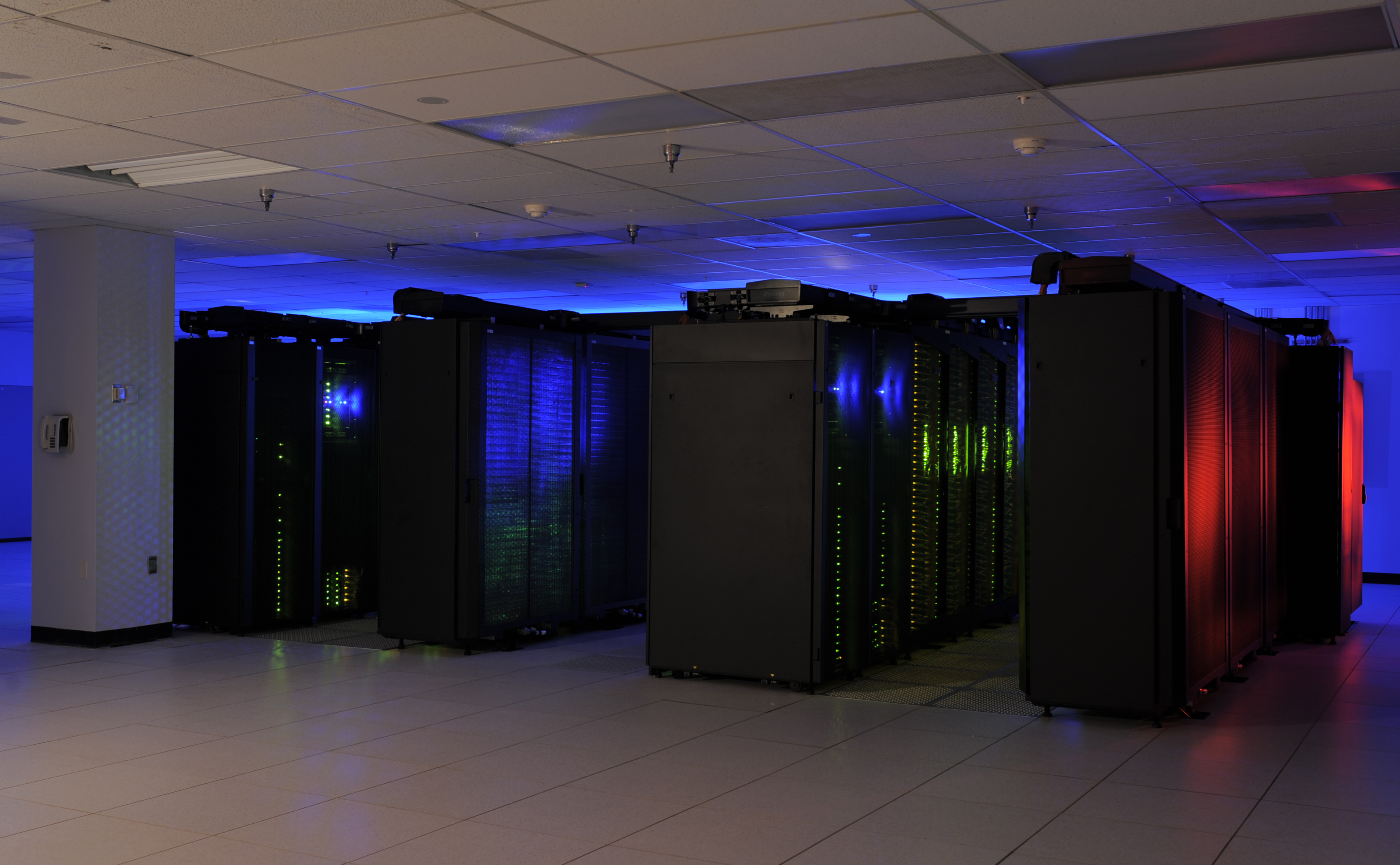
Le cœur du super-ordinateur du centre de simulation du climat en 2009 comprend 15000 processeurs.

La partie nord du campus est contient de nombreux bâtiments servant à la maintenance, à la poursuite des satellites et aux communications. On y trouve les antennes et d'autres équipements de communication servant aux opérations ayant lieu dans cette zone. La partie Sud comporte des bâtiments utilisés par la NASA pour la mission Planète Terre. Le reste de ce campus est largement inutilisé. On trouve aussi un petit centre commercial, un centre de distraction et des pistes cyclables. On trouve sur ce campus les bâtiments suivants :
- une usine de production d'électricité et d'eau glacée se trouve dans le bâtiment 31 ;
- le bâtiment 32 abrite le Système d'information de la Terre - Système de données (Earth Observing System Data Information System ou EOSDIS) qui est le centre d'opération pour l'EOS (Système d'observation de la Terre) ainsi que pour les satellites du programme Landsat. Les données de l'EOS sont traitées, archivées et distribuées ici ;
- le bâtiment de la science du système Terre (Earth Systems Science Building ou ESSB) est le bâtiment 33. On y trouve les bureaux dans lesquels les données de l'observation de la Terre sont analysées.

### Autres sites

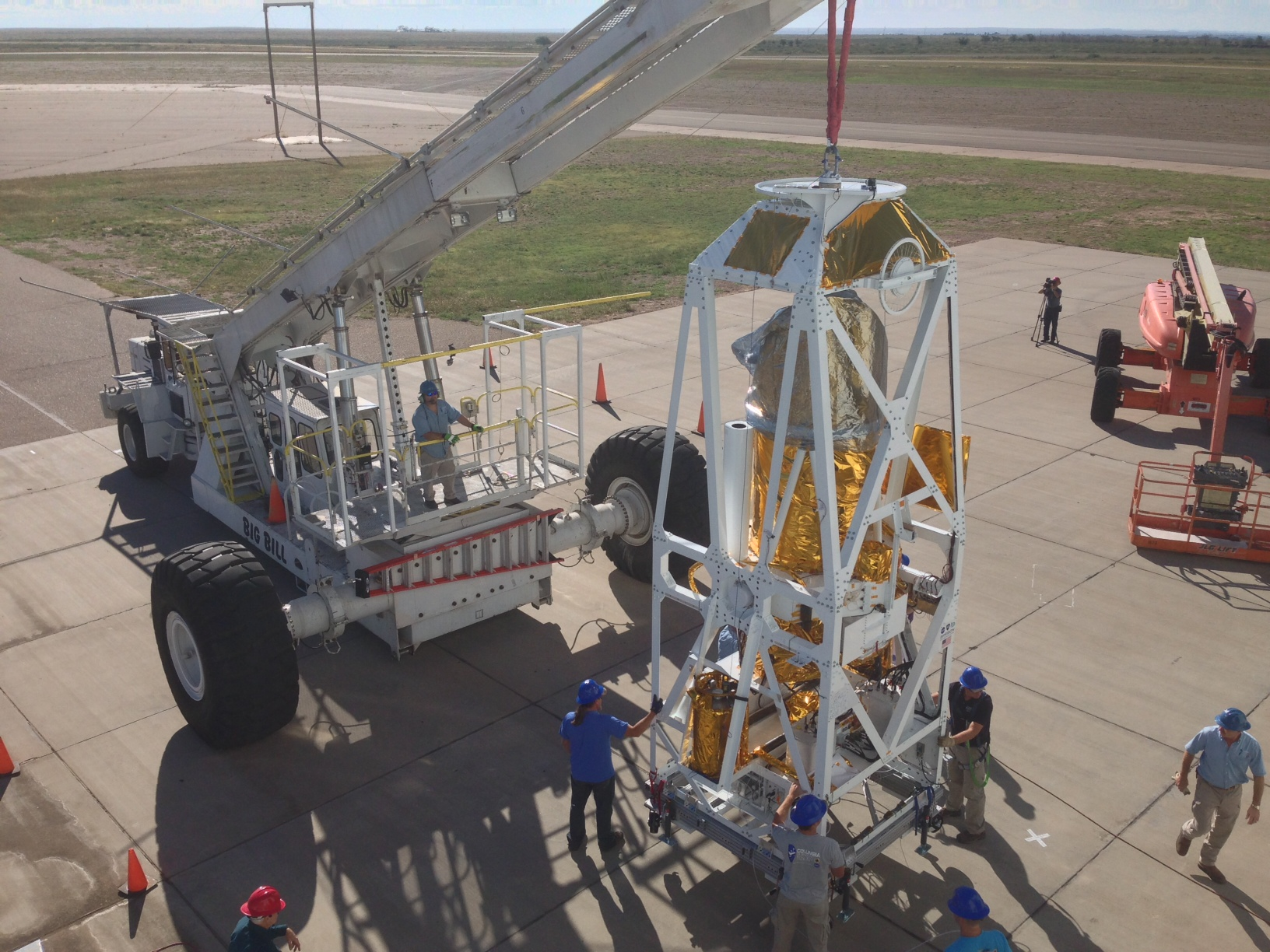
L'instrument BRRISON accrochée à un ballon stratosphérique est préparée avant son lancement au centre Columbia (Texas).

Le centre de vol spatial Goddard comprend plusieurs autres sites :
- l'institut Goddard d'études spatiales est situé  à New York dans l'État de New York. Ce laboratoire créé en 1961 mène des recherches sur la modélisation du fonctionnement de l'atmosphère terrestre, le changement climatique de la Terre et les atmosphères des autres planètes du système terrestre et des autres planètes. L'institut collabore avec des nombreuses universités et centres de recherche en particulier avec l'Université Columbia[11],[12].
- la base de lancement Wallops Flight Facility, située dans l'État de Virginie sur la côte est des États-Unis a été créée en 1945 par la NACA anc^tre de la NASA. C'est un des sites pionniers du programme spatial des États-Unis. Depuis sa création plus de 16 000 fusées-sondes et quelques fusées Scout y ont été lancées. La base est spécialisée dans les programmes de recherche impliquant des vols suborbitaux, des ballons ou des avions. La base de lancement, dont la superficie est de 25 km2, comprend 84 bâtiments principaux. Le centre comporte également un site près de Chincoteague qui est utilisé pour tester les nouvelles techniques de lancement[12];
- le centre de vérification et de validation indépendant Katherine Johnson à Fairmont dans l'état de Virginie-Occidentale a pour mission de valider la conception des logiciels développés pour les missions des autres centres de la NASA (Programme IV et V). Le centre a des liens étrois avec l'Université de Virginie occidentale[12];
- l'établissement des ballons scientifiques de Columbia à Palestine dans l'état du Texas réalise des lancements de charges scientifiques sous des ballons stratosphériques d'un diamètre de 120 mètres de dialètre qui peuvent atteindre une altitude de 36 kilomètres. Le centre assure le suivi et la récupération des charges utiles. En 35 ans d'opérations 1 700 ballons scientifiques ont été lancés depuis ce site[13],[12];
- le White Sands Test Facility près de Las Cruces au Nouveau-Mexique est géré par le centre spatial Johnson. Il comprend toutefois des installations mises en œuvre par Goddard. On y trouve notamment plusieurs antennes paraboliques du réseau de télécommunications utilisés pour communiquer avec les engins spatiaux en orbite basse. Le centre comprend également des bancs d'essais qui permettent de tester des moteurs-fusées et le comportement de différents équipements dans les environnements spécifiques (atmosphère d'oxygène pur, etc.) ou en cas d'incendie[14],[12].